# ناحیه گرین وود، شهرستان وکسفورد، میشیگان
ناحیه گرین وود (به انگلیسی: Greenwood Township) یک منطقهٔ مسکونی در ایالات متحده آمریکا است که در شهرستان وکسفورد، میشیگان واقع شده‌است.
 ناحیه گرین وود ۹۱٫۶ کیلومتر مربع مساحت و ۵۴۲ نفر جمعیت دارد و ۲۹۴ متر بالاتر از سطح دریا واقع شده‌است.